# Alfred Douglas
Lord Alfred Bruce Douglas, soprannominato "Bosie" (Worcestershire, 22 ottobre 1870 – Lancing, 20 marzo 1945), è stato un poeta, scrittore e traduttore britannico, ricordato soprattutto per il fatto di essere stato il compagno dello scrittore Oscar Wilde, nonché un poeta uraniano.

## Biografia

### Primi anni

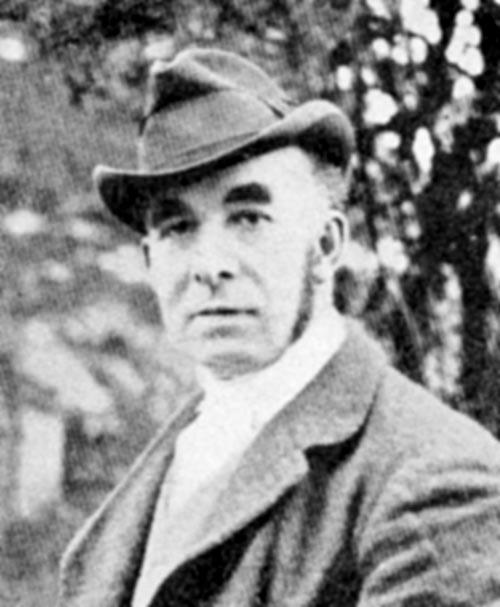
John Sholto Douglas, IX marchese di Queensberry

Alfred Douglas era il terzo figlio di John Sholto Douglas, nono marchese di Queensberry, e della sua prima moglie Sibyl Montgomery. Douglas nacque a Ham Hill House, nel Worcestershire. Era il figlio preferito della madre, e lei lo chiamava Bosie (un derivato del Boysie), un soprannome che mantenne per il resto della sua vita.
Douglas venne educato al Winchester College (1884-1888) e al Magdalen College, a Oxford (1889-1893), che lasciò senza ottenere una laurea. A Oxford Douglas pubblicò un giornale universitario chiamato The Spirit Lamp (1892-1893), un'attività che intensificò ancora di più il costante conflitto tra lui e suo padre. Il loro rapporto era sempre stato molto teso e, durante la faida Queensberry-Wilde, Douglas si schierò con Wilde, incoraggiandolo anche a perseguire il proprio padre per diffamazione. Nel 1893 Douglas ebbe una breve relazione con George Cecil Ives.
Nel 1860 il nonno di Douglas, l'ottavo marchese di Queensberry, era morto in quello che è stato segnalato come un incidente di tiro, ma la sua morte è stata creduta da molti di essere stata un suicidio. Nel 1862 la nonna vedova, Lady Queensberry, si convertì al cattolicesimo e portò i figli a vivere a Parigi. Anche lo zio Archibald Signore Edward Douglas (1850-1938) era cattolico e divenne un sacerdote.
A parte la morte violenta di suo nonno ci furono altre tragedie in famiglia Douglas. Uno dei suoi zii, Lord James Douglas, era profondamente legato alla sua sorella gemella, Florrie, e quando ella si sposò a James si spezzò il cuore. Nel 1885 tentò di rapire una giovane ragazza, e dopo ciò divenne sempre più maniacale. Nel 1888 Lord James si sposò, ma questo matrimonio si rivelò essere un disastro. James, separato da Florrie, sprofondò in una depressione abissale e nel 1891 si suicidò tagliandosi la gola. Un altro suo zio, Lord Francis Douglas (1847-1865) era morto in un incidente alpinistico sul Cervino. Decenni dopo la sua morte, infine, il suo unico figlio impazzì e morì in un ospedale psichiatrico.
La zia di Alfred Douglas, la gemella di Lord James, Lady Florence Douglas (1855-1905), era una scrittrice, corrispondente di guerra per il The Morning Post durante la prima guerra boera, e una femminista. Nel 1890 pubblicò un romanzo, Gloriana, o la Rivoluzione del 1900, in cui il suffragio femminile viene raggiunto dopo che una donna in posa come un uomo di nome Hector l'Estrange viene eletto alla Camera dei Comuni. Il personaggio l'Estrange si basa chiaramente su Oscar Wilde.

### Lo scandalo Oscar Wilde

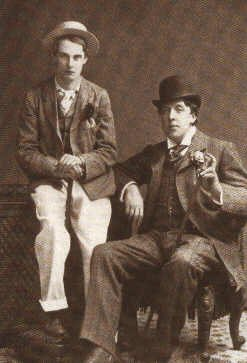
Wilde e Douglas prima del processo

Douglas incontrò Oscar Wilde nel 1891 e subito iniziò una relazione con lui. Quando suo padre, il marchese di Queensberry (con il quale Alfred aveva già rapporti di odio reciproco a causa del carattere intrattabile di entrambi), scoprì il legame del figlio insultò pubblicamente Wilde con un biglietto sgrammaticato lasciato al club dello scrittore dublinese. Il biglietto, che era un biglietto da visita, portava scritto: "A Oscar Wilde, che si atteggia a somdomita [«somdomite», sic]".
Wilde, su istigazione insistente di Alfred e della sua famiglia, querelò allora il marchese per diffamazione. Il confronto diventò inevitabile e in molti credettero che Alfred spingesse Wilde a combattere suo padre per il puro desiderio di vederlo in carcere (cfr. De profundis). Wilde, strumentalizzato dal giovane, venne infine accusato formalmente di "oscena indecenza", eufemismo per indicare ogni atto omosessuale, pubblico o privato, reato all'epoca per il quale fu sottoposto a processo. Wilde fu condannato a due anni di carcere e di lavori forzati, imprigionato dapprima nel carcere di Wandsworth e successivamente in quello di Reading.
Durante la sua permanenza nel carcere di Reading Wilde scrisse una lunga lettera al compagno "Bosie", composta nei primi mesi del 1897 e pubblicata, postuma, in edizione ridotta nel 1905 da uno dei più grandi amici di Wilde, il giornalista Robert Ross, sotto il titolo di De profundis. Una delle due copie della lettera originale fu inviata allo stesso Douglas, che negò di averla mai ricevuta. Dopo la scarcerazione di Wilde i due convissero per breve tempo in Italia. A Napoli Douglas abbandonò definitivamente Wilde, forse temendo di essere diseredato dalla famiglia.

### Il matrimonio e la carriera
Nel 1902 Douglas sposò Olive Eleanor Custance, ereditiera e poetessa. Ebbero un figlio, Raymond, che affetto da una grave forma di schizofrenia morì in una casa di cura nel 1964. Il matrimonio finì ben presto in una separazione legale, ma non vi fu divorzio.
Douglas divenne il curatore di una rivista letteraria, "The Academy", dal 1907 al 1910.
Pubblicò diversi libri di poesia (tra cui Collected Poems [Poesie Scelte], 1919; The Complete Poems of Lord Alfred Douglas [Tutte le poesie di Lord Alfred Douglas], 1928; e Sonnets [Sonetti], 1935), alcuni dei quali sono ritenuti di buon livello; due libri sulla sua relazione con Wilde, Oscar Wilde and Myself [Oscar Wilde e io] (1914; in realtà in larga parte scritto da T.W.H. Crosland, l'assistente redattore di "The Academy") e Oscar Wilde: A Summing Up [Oscar Wilde: un riepilogo] (1940); e un'autobiografia, The Autobiography of Lord Alfred Douglas (1931).
La poesia di Douglas del 1892 Two Loves ("Due Amori") fu usata contro Wilde al processo per il famoso verso che definisce l'omosessualità "the Love that dare not speak its name" ("l'Amore che non osa pronunciare il proprio nome").

### Attività politica
Douglas tradusse i protocolli dei Savi di Sion nel 1919, tra le prime traduzioni in inglese di quell'opera antisemita, e negli ultimi anni della sua vita professò un cattolicesimo di destra.
Douglas fu sia querelante sia imputato in molti processi per diffamazione. Nel più famoso di essi, intentato da Winston Churchill nel 1923, Douglas fu giudicato colpevole di avere diffamato Churchill e fu condannato a sei mesi di prigione. Douglas aveva affermato che Churchill aveva avuto una parte in una congiura per uccidere Horatio Herbert Kitchener, I conte Kitchener, il Segretario di Stato per la guerra britannico. Kitchener era morto il 5 giugno 1916, mentre si trovava in viaggio per condurre una missione diplomatica in Russia: la nave su cui stava viaggiando, l'incrociatore corazzato HMS Hampshire, urtò contro una mina tedesca e affondò a ovest delle isole Orcadi. Douglas affermò in seguito che la sua salute non si riprese mai dalle durezze della prigione, tra cui la mancanza di riscaldamento e il dovere dormire su un tavolaccio senza materasso. Nel 1941, dopo la nomina di Churchill a Primo Ministro, scrisse un sonetto in suo onore.
Mentre si trovava in prigione Douglas, riecheggiando ironicamente l'opera di Wilde De profundis ("dal profondo"), scrisse la sua maggiore opera poetica, In Excelsis (letteralmente, "nelle altezze" in latino), composto da diciassette canti. Poiché le autorità della prigione non gli permisero di portare via con sé il manoscritto quando fu rilasciato, Douglas dovette riscrivere l'intera opera basandosi sulla sua memoria.

### Morte
Negli ultimi anni della sua vita Douglas, che nel 1913 aveva perso tutti i suoi averi a causa della procedura di fallimento civile intentatagli da un usuraio, visse soprattutto dell'eredità materna. Il padre, infatti, aveva dilapidato gran parte delle sue fortune. Dopo lo scoppio della seconda guerra mondiale lasciò Londra e si rifugiò presso una coppia di amici a Lancing, nel West Sussex, dove la morte per insufficienza cardiaca lo raggiunse nel 1945.

## Nella cultura di massa
Nel film inglese del 1997, Wilde, biopic sulla vita dello scrittore, "Bosie" è stato interpretato dall'attore Jude Law.

## Ascendenza
|                                                 |                               |                                     | Genitori                                      |  |  | Nonni |  |  | Bisnonni                                  |  |  | Trisnonni                     |  |
|                                                 |                               |                                     |                                               |  |  |       |  |  | John Douglas, VII marchese di Queensberry |  |  | William Douglas, IV baronetto |  |
|                                                 |                               |                                     |                                               |  |  |       |  |  | John Douglas, VII marchese di Queensberry |  |  | William Douglas, IV baronetto |  |
|                                                 |                               | Grace Johnstone                     |                                               |  |  |       |  |  | John Douglas, VII marchese di Queensberry |  |  |                               |  |
| Archibald Douglas, VIII marchese di Queensberry |                               |                                     |                                               |  |  |       |  |  | John Douglas, VII marchese di Queensberry |  |  |                               |  |
|                                                 |                               | Sarah Douglas                       | James Sholto Douglas                          |  |  |       |  |  |                                           |  |  |                               |  |
|                                                 |                               | Sarah Douglas                       | James Sholto Douglas                          |  |  |       |  |  |                                           |  |  |                               |  |
|                                                 |                               | Sarah Douglas                       | Sarah Dawes                                   |  |  |       |  |  |                                           |  |  |                               |  |
| John Sholto Douglas, IX marchese di Queensberry |                               | Sarah Douglas                       |                                               |  |  |       |  |  |                                           |  |  |                               |  |
|                                                 |                               | William Clayton, V baronetto        | William Clayton, IV baronetto                 |  |  |       |  |  |                                           |  |  |                               |  |
|                                                 |                               | William Clayton, V baronetto        | William Clayton, IV baronetto                 |  |  |       |  |  |                                           |  |  |                               |  |
|                                                 |                               | William Clayton, V baronetto        | Mary East                                     |  |  |       |  |  |                                           |  |  |                               |  |
| Caroline Clayton                                |                               | William Clayton, V baronetto        |                                               |  |  |       |  |  |                                           |  |  |                               |  |
|                                                 |                               | Alice Hugh Massey O'Donnell         | Hugh O'Donnell                                |  |  |       |  |  |                                           |  |  |                               |  |
|                                                 |                               | Alice Hugh Massey O'Donnell         | Hugh O'Donnell                                |  |  |       |  |  |                                           |  |  |                               |  |
|                                                 |                               | Alice Hugh Massey O'Donnell         | Alice Hutchinson                              |  |  |       |  |  |                                           |  |  |                               |  |
| Alfred Douglas                                  |                               | Alice Hugh Massey O'Donnell         |                                               |  |  |       |  |  |                                           |  |  |                               |  |
|                                                 | Henry Montgomery, I baronetto | Alexander Montgomery                |                                               |  |  |       |  |  |                                           |  |  |                               |  |
|                                                 | Henry Montgomery, I baronetto | Alexander Montgomery                |                                               |  |  |       |  |  |                                           |  |  |                               |  |
|                                                 | Henry Montgomery, I baronetto | Mary Dalway Allen                   |                                               |  |  |       |  |  |                                           |  |  |                               |  |
| Alfred Montgomery                               | Henry Montgomery, I baronetto |                                     |                                               |  |  |       |  |  |                                           |  |  |                               |  |
|                                                 |                               | Sarah Mercer Grove                  | Leslie Grove                                  |  |  |       |  |  |                                           |  |  |                               |  |
|                                                 |                               | Sarah Mercer Grove                  | Leslie Grove                                  |  |  |       |  |  |                                           |  |  |                               |  |
|                                                 |                               | Sarah Mercer Grove                  | Sarah Mercer                                  |  |  |       |  |  |                                           |  |  |                               |  |
| Sibyl Montgomery                                |                               | Sarah Mercer Grove                  |                                               |  |  |       |  |  |                                           |  |  |                               |  |
|                                                 |                               | George Wyndham, I barone Leconfield | George O'Brien Wyndham, III conte di Egremont |  |  |       |  |  |                                           |  |  |                               |  |
|                                                 |                               | George Wyndham, I barone Leconfield | George O'Brien Wyndham, III conte di Egremont |  |  |       |  |  |                                           |  |  |                               |  |
|                                                 |                               | George Wyndham, I barone Leconfield | Elizabeth Ilive                               |  |  |       |  |  |                                           |  |  |                               |  |
| Fanny Charlotte Wyndham                         |                               | George Wyndham, I barone Leconfield |                                               |  |  |       |  |  |                                           |  |  |                               |  |
|                                                 |                               | Mary Fanny Blunt                    | William Blunt                                 |  |  |       |  |  |                                           |  |  |                               |  |
|                                                 |                               | Mary Fanny Blunt                    | William Blunt                                 |  |  |       |  |  |                                           |  |  |                               |  |
|                                                 |                               | Mary Fanny Blunt                    | Mary Martha Glanville                         |  |  |       |  |  |                                           |  |  |                               |  |
|                                                 |                               | Mary Fanny Blunt                    |                                               |  |  |       |  |  |                                           |  |  |                               |  |